# NGC 3361
NGC 3361 (również PGC 32044) – galaktyka spiralna z poprzeczką (SBc), znajdująca się w gwiazdozbiorze Sekstantu. Odkrył ją Andrew Common w 1880 roku.